# Landrum Brewer Shettles
Landrum Brewer Shettles, né le 21 novembre 1909 et mort le  6 février 2003, est un biologiste, chercheur à l'université Columbia qui a été aux États-Unis, pionnier dans le domaine de la fécondation in vitro.

## Biographie
Shettles a été élevé dans le Pontotoc dans le  Mississippi avant de rejoindre l'université Columbia.
En 1951, il reproduit l'expérience de Rock-Menkin en fertilisant artificiellement des ovules. En 1954 il bénéficie de la bourse d'études (Prix Markle) annuellement décerné à un scientifique de valeur de l'Université Columbia.
En 1960 Shettles publie Ovum Humanum, ouvrage contenant des photographies en couleur des œufs humains fécondés à différents stades de développement. 
Il est à l'origine de la première tentative déclarée aux États-Unis de fertilisation in vitro, mais il a mis fin à son expérience (ce qui a conduit à des poursuites judiciaires de la part des donneurs de sperme et de l'ovule).
Il développe dans les années 1960 la méthode de Shettles, technique du choix du sexe  basée sur les dates des rapports sexuels et la position sexuelle (levrette ou missionnaire).

## Publications
- (en) Landrum B. Shettles et David M. Rorvik, How to Choose the Sex of Your Baby : The methode best supported by scientific evidence, New York, Broadway Books, 2006, 6e éd., 256 p. (ISBN 978-0-307-78617-3, lire en ligne)
- Ovum Humanum, Hafner Pub. Co., 1960
- (en) Roberts Rugh, Landrum B. Shettles, Richard Einhorn, From Conception to Birth: The Drama of Life's Beginnings, Harper Row, 1971